# Le furie del West
Le furie del West (Three Desperate Men) è un film del 1951 diretto da Sam Newfield.
È un western statunitense con Preston Foster, Jim Davis e Virginia Grey.

## Produzione
Il film, diretto da Sam Newfield su una sceneggiatura e un soggetto di Orville H. Hampton, fu prodotto da Sigmund Neufeld per la Lippert Pictures e girato dal 10 ottobre 1950. I titoli di lavorazione furono The Daltons Last Raid e Three Outlaws.

## Distribuzione
Il film fu distribuito con il titolo Three Desperate Men negli Stati Uniti dal 12 gennaio 1951 al cinema dalla Lippert Pictures.
Altre distribuzioni:
- in Finlandia il 10 dicembre 1954 (3 hurjapäätä)
- in Italia (Le furie del West)

## Promozione
Le tagline sono:
- THERE WAS NO TURNING BACK...THIS WAS THEIR "LAST RAID"!
- They Knew But One Law... The Law Of Vengeance!